# 国民革命军第九十一军
国民革命军第九十一军，是國民革命軍的一支部隊，历史上曾三次组建。

## 郜子举部组建的第1个第九十一军
1938年2月12日以第166师为基干编成，乙种军部，驻守洛阳。
- 军长郜子举
- 参谋长侯镜如 （黄埔一期，汤恩伯部第4师副师长升任）
- 第166师：前身为军事委员会委员长驻豫皖绥靖公署（主任刘峙）剿匪军第2纵队（纵队长郜子举）。师长郜子举、1938年2月马励武（黄埔一期）、刘希程。副师长宋湘涛（保定八期）、申茂生（黄埔一期），参谋长黄淑（黄埔三期）
  - 第496旅旅长为刘希程（黄埔一期）
  - 498旅旅长陈衡（黄埔二期）
  - 补充团
- 第45师师长刘进

1938年4月1日北渡黄河收复济源、博爱、孟县等城。995团在沁阳十八里铺与日军主力遭遇，伤亡惨重，995团团长阎普润（黄埔四期）殉国。济源攻坚战中，因师长马励武指挥失误，损伤惨重，全师阵亡阎普润团长、邹福龙营长、王兆祥营长、王炎太营长等800余人（内有鲁山籍士兵712人），负伤700余人。6月23日，马励武被免去第166师师长，刘希程接任师长，王之宇（黄埔一期）接任第496旅旅长。6月下旬，刘进第45师奉命脱离第九十一军，归属胡宗南（黄埔一期）第17军团。
1938年11月因济源防区失守被撤消番号。但第166师继续长期驻守洛阳一带河防。

## 俞济时中央嫡系组建的第2个第九十一军
1939年2月第三战区在第十集团军组建该军，驻浙东沿海：
- 军长宣鐵吾（黄埔一期）
- 副军长杨步飞
- 参谋长范诵尧
- 第63师，师长谈经国
- 第194师，师长陈德法（黄埔一期）
- 预备第10师，师长蒋超雄（黄埔一期）

参加1939年冬季攻势。1940年5月第63、第194师改为第三战区直辖，撤消该军番号。

## 胡宗南系组建的第3个第九十一军
1942年按照国民政府军事委员会部署，第八战区中央嫡系部队逐步从青海马家军手中接收河西走廊，准备与盛世才合作进驻新疆。为此，1942年7月在河西走廊新建第九十一军，准备统率进军新疆的各嫡系部队。 组建时军长韩锡侯，副军长杨显，仅辖由河西师管区新兵成立军直部队。 1942年10月骑兵第10师（谭辅烈）调隶本军。1943年6月周士冕接任军长，调入新编第4师和暂编第58师。1945年6月成立新二军入驻新疆。
1947年3月改编为整编第23师。1948年9月恢复第九十一军番号。1949年4月该军駐扎秦安。兰州战役后一部被歼，部分投靠中共，残部撤酒泉。1949年9月22日，军长黄祖勋带领少数随从逃到云南；其余部队在军参谋长郑壮怀率领下于9月23日参加河西起义。1949年10月，该军军部与第191、246师残部改编为中国人民解放军第三军独立团，第231师改编为中国人民解放军第六军独立师一部。